# Les Ripoux
Les Ripoux is een Franse film van Claude Zidi die werd uitgebracht in 1984.
In 1984 was Les Ripoux de op een na populairste film in Frankrijk. Na dit enorm kassasucces volgden nog Ripoux contre ripoux (1989) en Ripoux 3 (2003). De term ripou(x) is verlan voor 'pourri(s)', wat corrupt wil zeggen.

## Verhaal
Parijs, de jaren tachtig. René Boisrond, een politie-inspecteur van middelbare leeftijd, leidt een rustig leventje. Hij woont samen met zijn vriendin Simone, een ex-prostituee. Als inspecteur heeft hij een lange staat van dienst maar hij neemt het niet meer zo nauw met de regels. Hij heeft de gewoonte alles in der minne te regelen met de zware jongens en zoveel mogelijk steekpenningen en commissie op te strijken. Op die manier kan hij ruim leven en zijn gokken op de paardenrennen bekostigen.
Dat makkelijk leven dreigt verstoord te worden wanneer hij François toegewezen krijgt als nieuwe partner. François komt recht van de politieschoolbanken en voert integriteit en hoge morele principes hoog in het vaandel. René moet uitgerekend die deugdzame jonge man uit de provincie, met wie hij absoluut niets gemeen heeft maar met wie hij wel ploeg moet vormen, inwerken. Samen met Simone is hij vastbesloten om de nieuwkomer voor zijn methodes te winnen. Om dat te bereiken heeft hij Natasha, een heel mooie call-girl, nodig.

## Rolverdeling
| Acteur            | Personage                         |
| ----------------- | --------------------------------- |
| Philippe Noiret   | René Boisrond                     |
| Thierry Lhermitte | François Lesbuche                 |
| Régine            | Simone                            |
| Grace de Capitani | Natasha                           |
| Julien Guiomar    | commissaris Bloret                |
| Albert Simono     | inspecteur Leblanc                |
| Claude Brosset    | Vidal                             |
| Pierre Frag       | Pierrot                           |
| Jacques Frantz    | Franck                            |
| René Morard       | Fernand                           |
| Bernard Bijaoui   | Camoun                            |
| Michel Crémadès   | de zakkenroller                   |
| Jacques Santi     | inspecteur IGS                    |
| Olivier Granier   | inspecteur IGS                    |
| Henri Attal       | Dédé la Mitraille                 |
| Cheik Doukouré    | de Afrikaanse genezer             |
| Jacques Ciron     | de baas van het chique restaurant |
| François Cadet    | de hotelier Louxor                |
| Ticky Holgado     | Alphonse                          |
| Abbes Zahmani     | de dealer                         |
| Abou Bakar        | Cartier                           |
| Kamel Chérif      | Abdel                             |
| Pierre Baton      | de procureur                      |
| Guy Kerner        | de voorzitter van de rechtbank    |